# إيكاسينا
الإيكاسينا (الاسم العلمي: Icacina) هي جنس من النباتات يتبع الفصيلة الإيكاسينية من طبقة النجمياوايات.

## أنواع الإيكاسينا
- إيكاسينا كلاسنسية
- إيكاسينا غسفلدية
- إيكاسينا مانية
- إيكاسينا زيتونية الشكل
- إيكاسينا شعرية الأزهار